# Kő-papír-olló
A kő-papír-olló játékot kettő vagy több ember játszhatja a kezével. Gyakran a pénzfeldobáshoz, a kockadobáshoz vagy a pálcatöréshez hasonlóan egy személy kiválasztásához használják. A véletlen választásoktól eltérően azonban itt lehet fejleszteni a játéktechnikát, ha több kört játszanak, mert a tapasztalt játékos kiismerheti ellenfele nem-véletlenszerű taktikáját.
A játék a legtöbb országban kő-papír-olló-ként ismert, csak Japánban nevezik dzsankennek.
Egyes sportokban ezzel a játékkal (és nem pénzfeldobással) határozzák meg, melyik csapat kezdi a meccset. Eső esetén néha így döntik el, megtartsák-e a játszmát. Élő szerepjátékokban is használják véletlenek létrehozására, mivel semmiféle felszerelés nem szükséges hozzá. Néha fogadást is kötnek rá, a szerencsejátékokhoz hasonlóan.

## A játék menete
A játékosok hangosan háromig számolnak vagy a játék nevét, a "kő – papír – olló"-t mondják, minden számolásnál meglendítve a felemelt és ökölbe szorított kezüket. A harmadik számolás közben vagy az utána következő ütemben a játékosok kezükkel felveszik a három alakzat egyikét és megmutatják az ellenfelüknek. Újabban használt az amorf (alaktalan) anyag is, ami egyfajta joker, ami mindent visz és bármikor felhasználható, de csak több menetes küzdelemben. Két amorf anyag kiüti egymást. A másik változat a csoportkör, amit 3-6 játékos játszhat, ennek során mindenki megszámolja, hány más játékoson aratott győzelmet az adott körben (mindenki egyszerre mutat). Győzelmeit egy-egy pontként jegyezzük, aki előbb szerez minimum 20 pontot (változó, de ennyi az ajánlott), az a nyertes. Ezt akár kombinálhatjuk az amorf anyaggal, így még izgalmasabb a játék.
- kő: a zárt ököl
- olló: a kinyújtott, szétnyitott mutató és középső ujj
- papír: a nyitott tenyér
- amorf anyag: ujjaival vibráló kéz, de szinte bármi lehet

## A játék nyertese
Az a cél, hogy olyat mutassunk, ami legyőzi a másikat:
- a kő kicsorbítja az ollót: a kő győz
- az olló elvágja a papírt: az olló győz
- a papír becsomagolja a követ: a papír győz

Ha mindketten ugyanazt mutatják, a játék döntetlen, és újat játszanak.
Néha úgy játsszák a játékot, hogy a győztes használja a „fegyverét” az ellenség fegyverén, hogy bemutassa, legyőzte, például papír és kő esetén a győztes a tenyerével beborítja a vesztes öklét. Egy másik változatban, ha valakit 2-0-ra legyőznek, annak 10 másodpercig a sarokba kell ülnie. A játékot gyakran hármas sorozatokban játsszák, és aki legalább kettőt megnyer, az nyeri a sorozatot.
Jason Simmons kő-papír-olló-bajnok szerint a nők általában ollóval indítanak, míg a Kő-papír-olló Világszövetség szerint a férfiak leginkább kővel szeretnek kezdeni. A bajnoksági statisztikák szerint a papírt mutatják a legkevesebbszer.

## Csalás
Ha például az egyik játékos követ mutat, a másik ollót akar, de gyorsan megváltoztatja papírra és a másik játékos észreveszi, vagy egy külső ember (érdemes többen lenni hogy elkerüljük a csalást), akkor a másik nyer.

## Története

### Eredete
A játék első ismert említése a kínai Ming-dinasztia idején élt Xie Zhaozhi (1600 körül) író Wuzazu című könyvében található, aki szerint a játék a kínai Han-dinasztia (i. e. 206 - i. sz. 220) idejéből származik. A könyvben a játékot shoushilingnek nevezték. Li Rihua Liuyanzhai jegyzete című könyve szintén említi ezt a játékot, és shoushilingnek, huozhitou-nak vagy huaquannak nevezi.

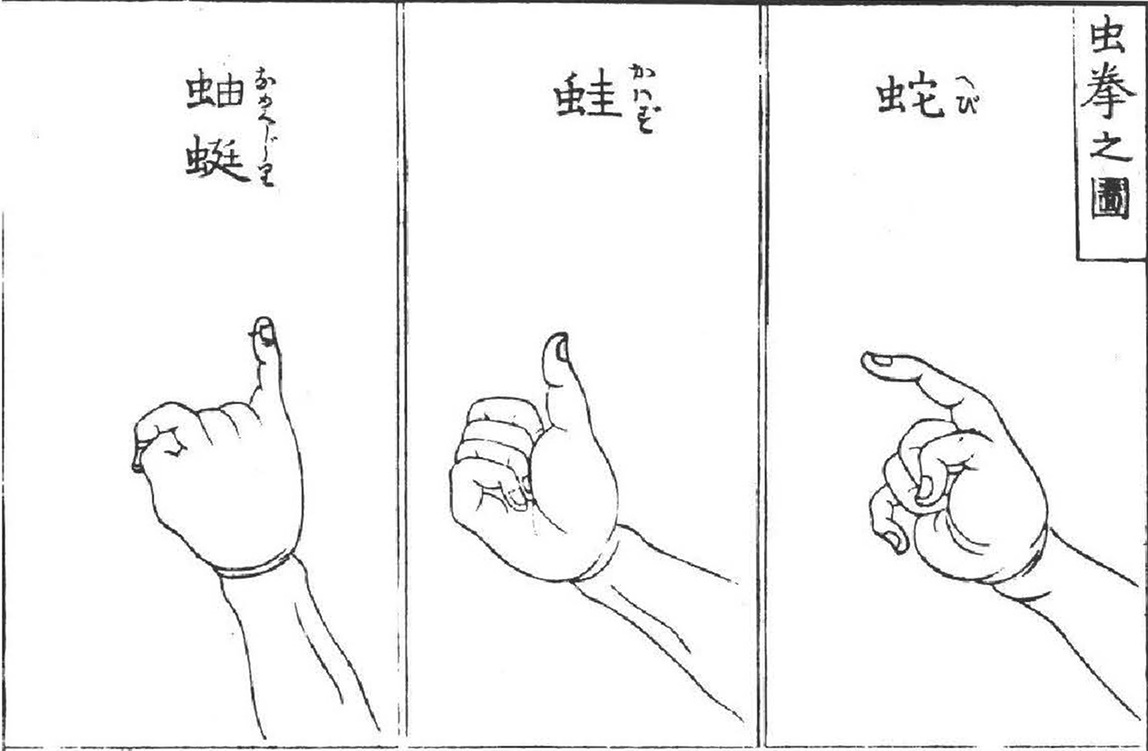
Mushi-ken, a legkorábbi japán sansukumi-ken játék (1809). Balról jobbra: csiga (namekuji), béka (kawazu) és kígyó (hebi)

A japán történelem során gyakoriak a sansukumi-ken, azaz a ken (ököl) játékok, ahol "a hárman, akik félnek egymástól" (azaz: 'A' megveri 'B'-t, B megveri C-t, és 'C' megveri A-t). Ez a játéktípus Kínából származik, mielőtt Japánba importálták volna, és később a japánok körében is népszerűvé vált.
A legkorábbi japán sansukumi-ken játékot mushi-ken néven ismerték, amelyet közvetlenül Kínából importáltak.
A mushi-kenben a "béka" (amelyet a hüvelykujj jelképez) győzedelmeskedik a "csiga" (amelyet a kisujj jelképez) felett, amely viszont a "kígyó" (amelyet a mutatóujj jelképez) felett győzedelmeskedik, amely a "béka" felett győzedelmeskedik.
Bár ez a játék Kínából származik, a japán változat eltér az ábrázolt állatokban. A játék átvételekor a mérgező százlábú eredeti kínai írásjegyeit nyilvánvalóan összekeverték a csiga írásjegyeivel.
A legnépszerűbb sansukumi-ken játék Japánban a kitsune-ken volt. A játékban egy természetfeletti róka, a kitsune legyőzi a falu vezetőjét, a falu vezetője legyőzi a vadászt, a vadász pedig a rókát. A kitsune-ken-t, ellentétben a mushi-kennel vagy a kő-papír-ollóval, mindkét kézzel végzett mozdulatokkal játsszák.

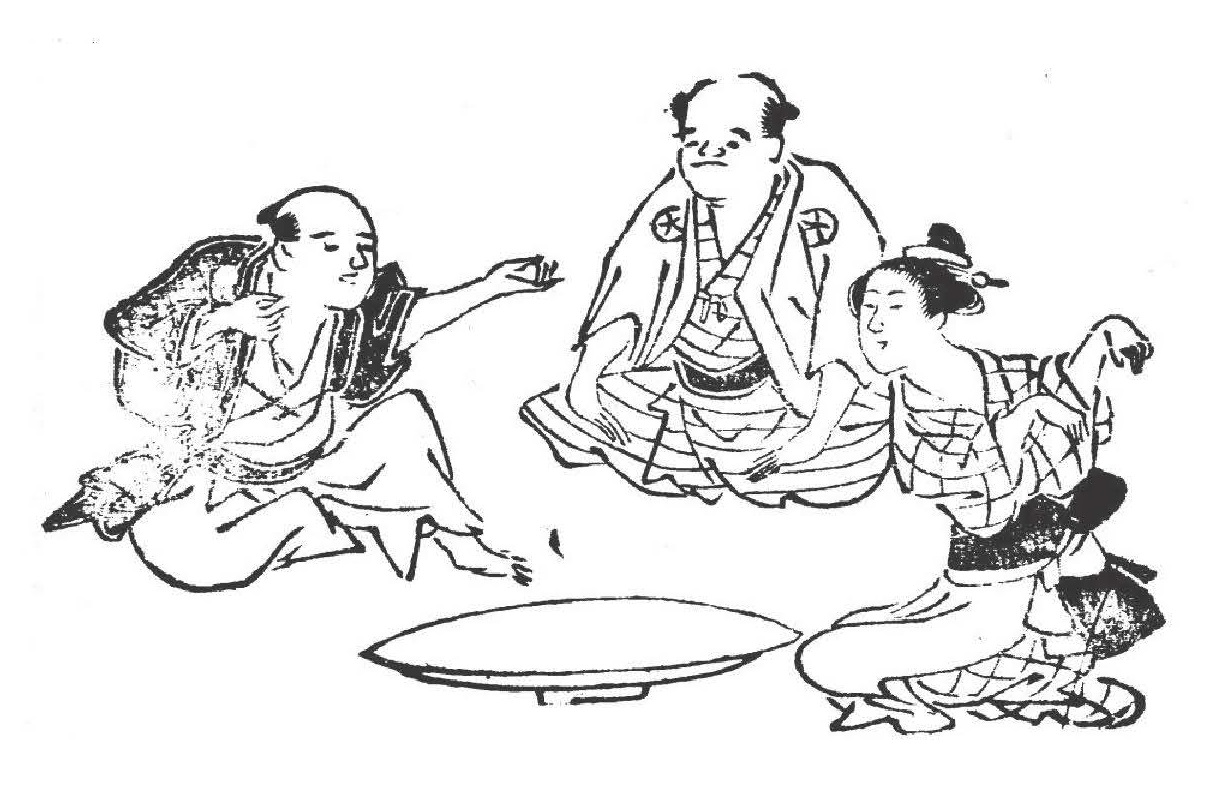
A kitsune-ken egy népszerű japán kő-papír-olló változat volt. Balról jobbra: A vadász (ryōshi), a falu vezetője (shōya) és a róka (kitsune).

Ma a legismertebb sansukumiken a jan-ken, amely a 17. században bevezetett kínai játékok egyik változata.
A jan-ken a kő, papír, olló jeleket használja, és ez az a játék, amelyből a kő-papír-olló modern változata közvetlenül származik.
A kő, papír és olló három ellentétes elemét gesztusokkal ábrázoló kézi játékok a legelterjedtebbek, amióta a játék modern változata a 19. század végén, az Edo- és a Meidzsi-korszak között létrejött.

### Kelet-Ázsián túli elterjedés
A 20. század elejére a kő-papír olló elterjedt Kelet-Ázsián kívül is, különösen a Japán és a nyugat közötti fokozott kapcsolatok révén.
Az angol nyelvű elnevezés ezért a három japán kézmozdulat, a kő, a papír és az olló nevének fordításából származik:
Kelet-Ázsiában máshol a nyitott tenyér gesztus inkább a „ruhát”, mint a „papírt” jelenti. Az olló formája szintén a japán stílusból származik.Koreában a játék neve Kai Bai Bo vagy Kawi Bawi Bo, ami „olló, kő, rongy”.
A Sydney Morning Herald 1921-es krikettről szóló cikke a "kő, olló és papír" sorsolás "teutonikus módszerét" írta le, amellyel az író "egyszer találkozott, amikor a kontinensen utazott". 
 Egy másik, ugyanebben az évben megjelent cikk a Washington Heraldban a "kínai szerencsejáték" módszereként írta le.
Nagy-Britanniában 1924-ben a The Timesnak írt levélben a "zhot" nevű, valószínűleg mediterrán eredetű kézi játékként írták le.
Miután egy brit lap római tudósítója leírta a morra hagyományos olasz kézijátékot, amely némi hasonlóságot mutat a kő-papír-ollóval, rövid levelezés kezdődött a témában. Az egyik hozzászóló egy olyan játékot írt le, amelyet a mediterrán kikötőkben látott játszani, és amelyet zot-nak vagy zhot-nak hívtak, és amely egyértelműen azonos volt a modern kőpapír-ollóval": "Ebben a játékban a zárt ököl egy követ, a nyitott kéz kinyújtott ujjakkal papírt, a zárt ököl pedig két ujjal kinyújtott ollót ábrázol... A játékosok egymással szemben állnak, és a jobb kar háromszori gyors felemelésével és leengedésével kezdik meg a játékot, és az öklük a fent említett három helyzet bármelyikében megáll. Ha az öklöt zárva tartod, és az ellenfél kinyitja a kezét, akkor veszítesz, ahogy a papír becsomagolja a köveket, és így tovább'.
Egy olvasó aztán azt írta, hogy az említett „zhot” nyilvánvalóan a Jan-ken-pon játék, amelyet gyakran látott játszani Japánban.
Bár ebben az időpontban úgy tűnik, hogy a játék elég új volt a brit olvasók számára ahhoz, hogy magyarázatra szoruljon, az 1927-re megjelenő népszerű thriller "Scissors Cut Paper", majd a "Stone Blunts Scissors" (1929) címmel, azt sugallja, hogy gyorsan népszerűvé vált.
A játékra Hildegard G. Frey két regénye is utal a Campfire Girls sorozatban: The Campfire Girls Go Motoring (1916) és The Campfire Girls Larks and Pranks (1917), ami arra utal, hogy Amerikában legalább ilyen korán ismert volt. Az első passzusban, ahol megjelenik, ez áll: "Hogy semmiféle érzelmek ne keveredjenek abba, hogy melyik autóval utazunk, Nyoda Salamon azt javasolta, hogy ő és Gladys játsszanak "John Kempo"-t. (Ez nem jól van írva, de nem baj.)" Egyik helyen sem magyarázzák meg, hogy mi is ez a játék valójában. Ez arra utal, hogy a szerző legalábbis úgy vélte, hogy a játék eléggé ismert Amerikában ahhoz, hogy olvasói megértsék az utalást.
1927-ben a La Vie au patronage, egy franciaországi gyermekmagazin részletesen leírta,, és "jeu japonais" ("japán játék") néven említette. A francia neve, "Chi-fou-mi", az "egy, kettő, három" ("hi, fu, mi") ójapán szavakon alapul.
Egy 1932-es The New York Times cikk a tokiói rohanásról leírja a játék szabályait az amerikai olvasók kedvéért, ami arra utal, hogy akkoriban még nem volt széles körben ismert az Egyesült Államokban.
Hasonlóképpen, a "Jan-Ken-Po" című, először 1934-ben kiadott cseltörő kártyajáték leírja a kézijáték szabályait anélkül, hogy a "kő-papír-olló" mintájára bármilyen amerikai játékot említene. A Compton's Pictured Encyclopedia 1933-as kiadása a Japánról szóló cikkében a gyerekek közötti viták eldöntésének egyik gyakori módszereként írta le; a nevet "Jan-Ken-Po"-ként adta meg, és a cikk hangsúlyozottan állította: "Ez egy olyan jó módja a vita eldöntésének, hogy az amerikai fiúk és lányok is szívesen gyakorolják".r

## A robot, ami mindig nyer a kő-papír-ollóban
A japán Tokiói Egyetem Ishikawa Oku Laboratóriumának kutatói egy olyan robotot fejlesztettek ki, amely verhetetlen a kő-papír-olló játékban, száz százalékos arányban megnyeri a meccseket. A robot kamerája révén egy milliszekundum alatt felismeri ellenfele választását, így az emberi szem számára észrevehetetlen módon, de valamivel a másik választása után dönt. Az eszköz olyan gyors, hogy az IEEE.org szerint az sem működik, ha az a játékos félúton meggondolja magát, mert a robot még időben észreveszi a turpisságot, és másik állapotot választ.

## Variációk
A játékot Dél-Koreában kaü-paü-po (가위 바위 보) néven ismerik és továbbfejlesztett, kétfős változata is létezik muk-ccsi-ppa (묵찌빠) néven. A játékot hagyományos kő-papír-ollóval kezdik, és aki az első kört megnyeri, az támadhat. A lényege, hogy az ellenfelet arra kényszerítse a játékos, hogy ugyanazt a jelet mutassa. A muk jelzi a követ, a ccsi az ollót és a ppa a papírt. A hagyományos játékszabályok szerint, amennyiben az ellenfél olyan jelet mutat, ami legyőzi a támadóét, akkor a szerep felcserélődik, és a másik játékos támadhat. A játék akkor ér véget, ha a védekező játékos ugyanazt a jelet mutatja, mint a támadó (és ezzel veszít).

## Alkalmazása a való életben

### Aukciósház kiválasztása
2005-ben, amikor Takashi Hashiyama, a japán televíziós berendezéseket gyártó Maspro Denkoh vezérigazgatója úgy döntött, hogy elárverezi a vállalat tulajdonában lévő impresszionista festménygyűjteményt, többek között Paul Cezanne, Pablo Picasso és Vincent van Gogh műveit, két vezető aukciósházzal, a Christie's International és a Sotheby's Holdings aukciósházzal vette fel a kapcsolatot, hogy ajánlatot kérjen tőlük arra vonatkozóan, hogyan hoznák piacra a gyűjteményt, és hogyan maximalizálnák az eladásból származó nyereséget. Mindkét cég kidolgozott ajánlatot tett, de egyik sem volt elég meggyőző ahhoz, hogy Hashiyama jóváhagyását elnyerje. Mivel Hashiyama nem volt hajlandó a gyűjteményt külön árverésekre bontani, megkérte a cégeket, hogy döntsék el egymás között, ki tartja meg az árverést, amely Cézanne Nagy fák a Jas de Bouffan alatt című, 12-16 millió dollárt érő művét is tartalmazta.
A házak nem tudtak döntésre jutni. Hashiyama azt mondta a két cégnek, hogy játsszanak kőpapír-ollót, hogy eldöntsék, ki kapja meg az aukció jogát, és ezt azzal magyarázta, hogy "mások számára valószínűleg furcsának tűnik, de úgy gondolom, ez a legjobb módja annak, hogy két egyformán jó dolog között döntsünk".
Az aukciósházaknak egy hétvége állt rendelkezésükre, hogy választaniuk kelljen. A Christie's a Christie's impresszionista és modern művészeti részlegének nemzetközi igazgatója, Nicholas Maclean 11 éves ikerlányaihoz fordult, akik az "ollót" javasolták, mert "mindenki azt várja, hogy a 'követ' válasszuk". A Sotheby's azt mondta, hogy ők szerencsejátékként kezelik a dolgot, és nincs különösebb stratégiájuk a játékra, de a "papír" mellett döntöttek. A Christie's megnyerte a meccset, és eladta a 20 millió dolláros gyűjteményt, több millió dolláros jutalékot szerezve az aukciósháznak.

### Hűllő párzási stratégiája
A közönséges oldalfoltos gyík (Uta stansburiana) párzási stratégiájában a kőpapír-olló mintát követi. Három torokszíntípusú hímje közül a nőstényekért folytatott versenyben "a narancs a kéket, a kék a sárgát, a sárga pedig a narancsot veri", ami a kő-papír-olló szabályaihoz hasonló.